# Khách hàng với Doanh nghiệp
Consumer-to-business (C2B) là một mô hình kinh doanh trong đó người tiêu dùng (cá nhân) tạo ra giá trị và doanh nghiệp tiêu thụ giá trị đó. Ví dụ: khi người tiêu dùng viết đánh giá hoặc khi người tiêu dùng đưa ra ý tưởng hữu ích cho phát triển sản phẩm mới thì người tiêu dùng đó đang tạo ra giá trị cho doanh nghiệp nếu doanh nghiệp sử dụng thông tin đầu vào. Các khái niệm ngoại trừ là tìm nguồn cung ứng đám đông và đồng sáng tạo.
Mô hình C2B, còn được gọi là một phiên đấu giá ngược hoặc mô hình thu thập nhu cầu, cho phép người mua đặt tên hoặc yêu cầu giá của riêng họ, thường là ràng buộc, cho một hàng hóa hoặc dịch vụ cụ thể. Trang web thu thập giá thầu nhu cầu sau đó cung cấp giá thầu cho người bán tham gia.
Một dạng khác của C2B là mô hình kinh doanh thương mại điện tử trong đó người tiêu dùng có thể cung cấp sản phẩm và dịch vụ cho các công ty và các công ty trả tiền cho người tiêu dùng. Mô hình kinh doanh này là một sự đảo ngược hoàn toàn của mô hình kinh doanh truyền thống trong đó các công ty cung cấp hàng hóa và dịch vụ cho người tiêu dùng (doanh nghiệp tới người tiêu dùng = B2C). Chúng ta có thể thấy mô hình C2B hoạt động trên blog hoặc diễn đàn internet, trong đó tác giả đưa ra một liên kết quay lại một doanh nghiệp trực tuyến, từ đó tạo điều kiện cho việc mua một sản phẩm (như một cuốn sách trên Amazon.com). từ việc bán hàng thành công. Elance là trang web thương mại điện tử mô hình C2B đầu tiên.
C2B là một loại quan hệ kinh tế được coi là một loại hình kinh doanh ngược. Sự ra đời của chương trình C2B là do:
- Internet kết nối nhiều nhóm người với mạng hai chiều; các phương tiện truyền thông truyền thống lớn là các mối quan hệ một chiều trong khi internet là hai chiều.
- Giảm chi phí công nghệ; các cá nhân hiện có quyền truy cập vào các công nghệ đã từng chỉ có sẵn cho các công ty lớn (công nghệ in ấn và chuyển đổi kỹ thuật số, máy tính hiệu suất cao và phần mềm mạnh mẽ).